# 残疾人羽毛球

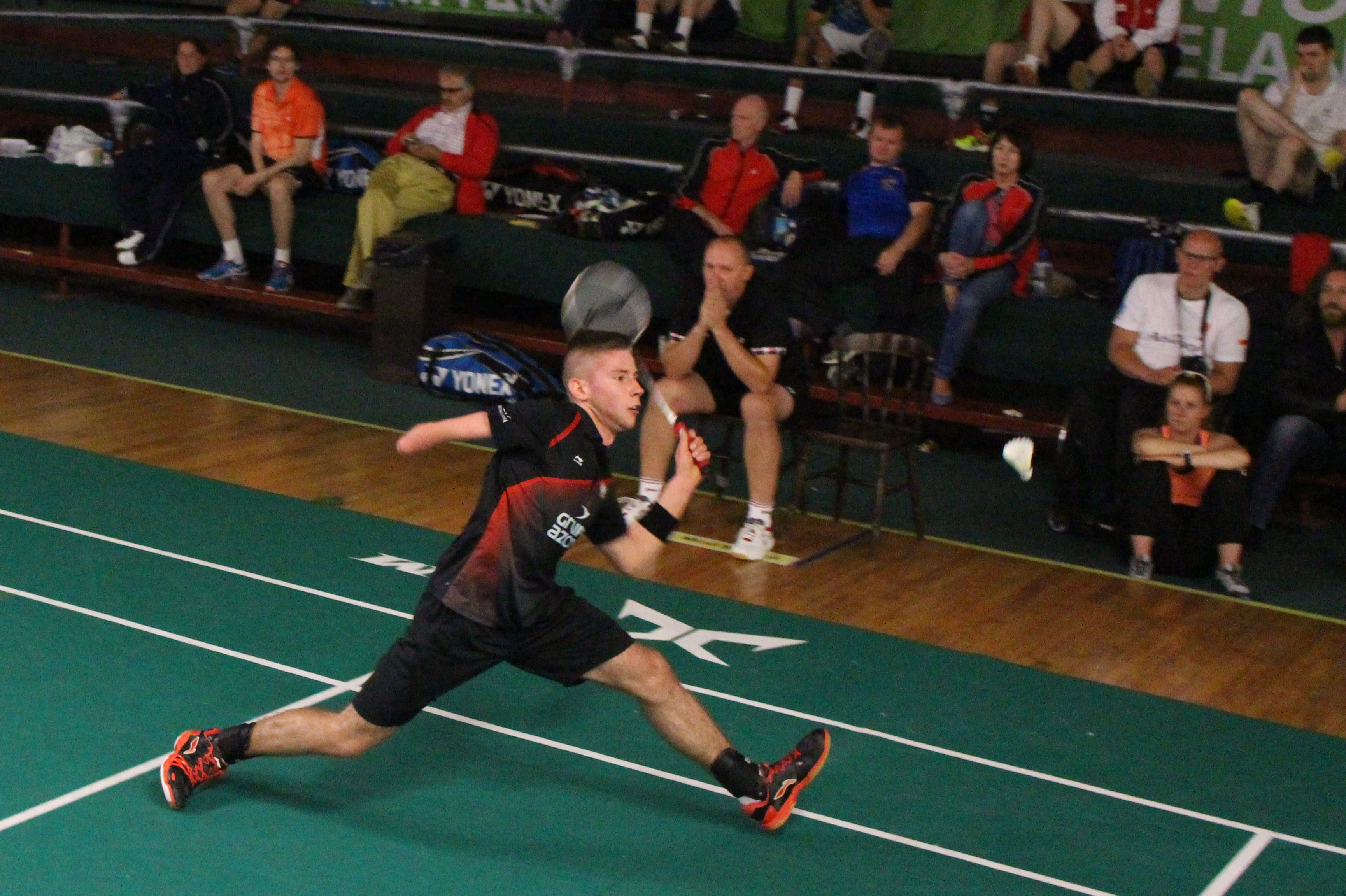
参加残疾人羽毛球比赛的运动员

残疾人羽毛球比赛是为残疾人举办的羽毛球比赛项目，在2020年东京残奥会上首次成为残奥会正式比赛项目。

## 分级
残疾人羽毛球比赛分为6个级别，分别为WH1（轮椅一级）、WH2（轮椅二级）、SL3（下肢残疾）、SL4（下肢残疾）、SU5（上肢残疾）以及SS6（身材矮小）。

## 规则
残疾人羽毛球的大部分规则与健全人羽毛球相同，赛事采用三局两胜制，每局21分，在双方20平的情况下，先领先2分的一方获胜。如果全场分数相持到29平，则获得第30分的一方赢得比赛。
在WH1（轮椅一级）、WH2（轮椅二级）和SL3（下肢残疾）组的单打比赛中，只使用健全人比赛场地的一半作为比赛区域；双打比赛则使用除网前区域外的整个场地。其余三个站立组别的比赛中，比赛场地则与健全人比赛相同。